# フィリップ・エミーグワリ

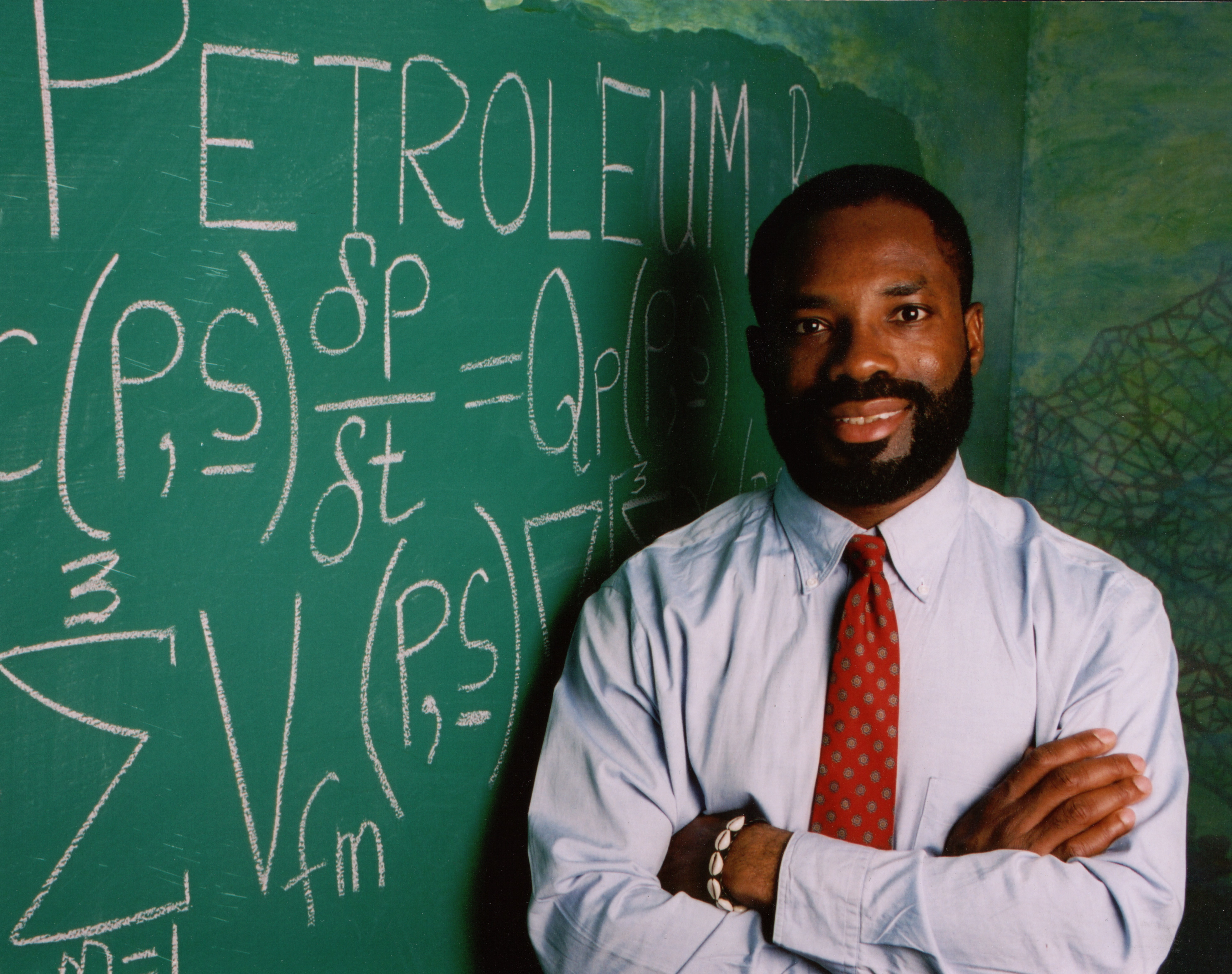
Philip Emeagwali

フィリップ・エミーグワリ (Philip Emeagwali, 1954年8月23日 - ) は、ナイジェリア生まれでイボ族出身のエンジニア・地理学者。
アクレ（現在のオンド州）で誕生。内戦で徴兵され高校を中退したが、独学で高校卒業資格を取って奨学生として渡米。1977年にオレゴン州立大学で数学の学士号を取得した後、1986年にジョージ・ワシントン大学とメリーランド大学から、それぞれ船舶海洋工学と応用数学の修士号を取得。ミシガン大学で土木工学の博士課程に在学中の1989年に、ゴードン・ベル賞（価格性能部門）を受賞した。その後、博士論文を提出したが、審査の結果、学位は授与されなかった。IQ190を記録。現在はアメリカ合衆国に在住。